# مار ورملو (آلاگواس)
مار ورملو (به پرتغالی: Mar Vermelho) یک شهرداری در برزیل است که در آلاگواس واقع شده‌است. مار ورملو ۹۱٬۷۴۱ کیلومتر مربع مساحت و ۳٬۴۹۴ نفر جمعیت دارد.